# Claude Germon
Claude Germon (* 2. Mai 1934 in Le Grand-Quevilly, Département Seine-Inférieure) ist ein französischer Politiker der sozialistischen Partei. Von 1974 bis 1995 war er Bürgermeister von Massy (Essonne), von 1981 bis 1993 Abgeordneter der französischen Nationalversammlung.

## Leben und Wirken
Claude Germon war Winzer, später Steuerbeamter (inspecteur des impôts) und Gewerkschafter der CGT. 1966 lernte er den späteren Staatspräsidenten François Mitterrand kennen. Im Jahr 1974 wurde Germon Bürgermeister der Stadt Massy im Département Essonne.
Bei den Parlamentswahlen 1981 gelang Germon der Einzug in die Nationalversammlung, in der er das Département Essonne über drei Legislaturperioden bis 1993 in der sozialistischen Fraktion vertrat.
Als Bürgermeister von Massy setzte er sich erfolgreich für einen Haltepunkt des TGV Atlantique in seiner Stadt ein, den heutigen Bahnhof Massy TGV. Der Beschluss zum Bau des Bahnhofs durch die Instanzen des französischen Zentralstaats 1986 markierte für Germon den Startpunkt zu weiteren Bauprojekten in seiner Stadt. Zu den verwirklichten Vorhaben zählt unter anderem ein Opernhaus.
Von politischen Gegnern und Journalisten wurde er seit den 1990er Jahren wegen der als „pharaonisch“ bezeichneten Bauprojekte und Ausgabenpolitik der Stadt scharf kritisiert. So musste von den 170 Millionen französischen Francs Baukosten des TGV-Bahnhofs die 40.000-Einwohner-Stadt 52 tragen (knapp 8 Mio. Euro). Das von der Stadt errichtete Opernhaus allein kostete 190 Millionen Franken (29 Mio. Euro); der Rechnungshof Cour des Comptes monierte die zu hohen Kosten.
Nach 21 Jahren als Bürgermeister wurde Germon 1995 überraschend abgewählt. Nach Angaben seines Amtsnachfolgers Vincent Delahaye (UDF) beliefen sich die Schulden der Stadt nach dem Machtwechsel 1995 auf über 350 Millionen Francs (53 Mio. Euro), zuzüglich 73 Millionen Francs (11 Mio. Euro) Verbindlichkeiten.
Wegen seiner Verwicklung in die Parteienfinanzierungsaffäre Affaire Sagès der sozialistischen Partei aus den 1980er Jahren wurde Germon im September 2000 zu einem Jahr Haft auf Bewährung wegen Vorteilsgewährung (Trafic d’influence) verurteilt.